# Vahlia geminiflora
Vahlia geminiflora, jednogodišnja biljna vrsta u rodu vahlia, porodica Vahliaceae. Naraste do 30 centimetara visine. Voli vlažna mjesta pa je česta uz jezera i rijeke od 500 do 1200 metara visine. 
Rasprostranjena je u Africi (dolina Nila) i državama Mali, Niger, sjeverna Nigerija, Sudan, Južni Sudan, Etiopija, Eritreja, Mauritanija, Burkina Faso i Mezopotgamiji (Irak) i južnom Iranu. 
U Čadu raste kao korov u poljima sirka Sorghum.

## Sinonimi
- Bistella geminiflora Cailliaud & Delile
- Vahlia viscosa var. weldenii (Rchb.) Clarke
- Vahlia weldenii Rchb.